# 伊恩·索普
伊恩·詹姆斯·索普（1982年10月13日—），出生於悉尼，澳大利亞前男子游泳運動員，绰号鱼雷，有時被暱稱為Thorpedo或Thorpey，澳大利亚勋位奖章获得者。索普曾經在48小时内3次刷新世界纪录，總共獲得了5枚奧運金牌、3枚銀牌與1枚銅牌，是迄今为止获得金牌数最多的澳洲人。
在2001年世界錦標賽中，索普成為史上第一位在一屆世錦賽贏得6枚金牌的選手。索普生涯共贏得11枚世錦賽（長池）金牌, 是史上首位被《游泳世界雜誌》4度選為游泳世界年度游泳運動員的選手，也是1999年至2003年的澳洲年度游泳運動員。因為索普在體育上的成就，使他成為澳大利亞最著名的運動員之一，並獲選為2000年的「年度澳大利亞英雄少年」（Young Australian of the Year）。
索普在14歲時成為史上最年輕代表澳大利亞參加競賽的男子運動員，並且因為他在1998年伯斯世錦賽中贏得400米自由泳金牌，讓索普成為史上最年輕的男子世界冠軍。自此之後，索普在400米自由泳稱霸了奧運、世錦賽、大英國協運動會與泛太平洋錦標賽。索普總共打破13項長池的世界紀錄，並且是奧運史上唯一一位在一屆奧運中获得100米自由泳、200米自由泳與400米自由泳奖牌的運動員。索普在2006年11月21日宣佈退役，因為他已經沒有動力去參加競賽。

## 早年
索普出生时就是个体形较大的婴儿，重4.1千克，长0.59米。他出生在澳大利亞新南威爾斯的一个体育世家，父母亲都是高水平的运动员。父親肯·索普曾經是一位前途看好的板球員，在班克斯镇的一个板球俱乐部效力，并曾经领冠赛季打击率榜。不過因為索普祖父的壓力，所以在26歲時退休。索普的母親瑪格麗特則是籃網球員，不過索普似乎沒有遺傳到這方面的天份。索普的姊姊克莉絲汀娜因為得到游泳可以讓遭受過骨折的手腕更加強壯的建議，所以偶然的，5歲的索普也跟隨著姊姊的腳步開始學習游泳。
因為索普年幼時對氯感到過敏，所以他直到7歲時才參加第1次比賽。索普後來克服了過敏，並在1994年贏得新南威爾斯初等學校的游泳冠軍。他並在1994年9月的澳洲短池錦標賽中獲得9個冠軍。
1995年對於索普全家而言是豐收的一年，因為克麗絲汀入選國家代表隊將代表澳大利亞參加1995年亞特蘭大舉行的泛太平洋錦標賽；而索普則第一次參加國家錦標賽，並贏得200公尺與400公尺自由泳的銅牌。索普總共贏得10個游泳項目的國家錦標賽冠軍。

### 在國內初次登臺
索普在1996                                                    年參加布里斯本的國家錦標賽，並贏得5面金牌、2面銀牌與2面銅牌。他在400公尺自由泳及200公尺蛙泳的表現讓索普有參加澳大利亞錦標賽的資格，這項競賽將選出參加1996年亞特蘭大奧運的代表。不過索普後來只在400公尺自由泳與200公尺蛙泳分別名列23名與36名，並未入選代表隊。在1996年末，索普得到參加澳大利亞游泳短池錦標賽的資格，這是索普進入國家代表隊的另一次機會，優勝者將參加1997年世界短道游泳錦標賽。索普在400公尺混合泳的第一次決賽中名列第2，不過最後決賽成績不佳。
索普在14歲5個月大時，成為有始以來最年輕的澳大利亞代表隊男子運動員，比之前的約翰·康拉茲還要年輕1個月。索普在國家錦標賽12個項目全部都參加過，總共獨自贏得10枚金牌、2枚銅牌，並創下6次澳大利亞紀錄。

### 初次在國際賽中亮相
索普在1997年參加生涯首次的泛太平洋錦標賽，雖然他在200公尺自由泳沒有進入決賽，不過以1分51秒46創下個人最佳紀錄。索普隨後獲選參加4×200自由式接力，最後與迈克尔·克利姆、Ian van der Wal與格蘭特·哈克特共同奪得銀牌，成為泛太平洋錦標賽史上最年輕的獎牌得主。索普在400公尺自由泳的決賽中，以3分49秒64奪得銀牌，僅次於格蘭特·哈克特，這是他首次獨自參加國際賽的決賽。索普在布里斯本舉行的1998年世錦賽資格賽中，於200公尺自由泳與400公尺自由泳中分別名列第2及第4位，並且都打破個人最佳紀錄。

## 1998年世界游泳錦標賽
索普首次參加國際賽事是在他的家鄉，1998年於伯斯舉辦的世界游泳錦標賽。索普在4×200公尺自由泳接力中表現出色，當他完成他的棒次時，階段的紀錄比世界紀錄還要快2秒。雖然最後沒有打破該項紀錄，不過索普與隊友還是在4×200公尺自由泳接力奪得金牌，這也是澳洲隊在1956年之後再次贏得這個項目的金牌。索普與哈克特在400公尺自由泳中競爭相當激烈，哈克特在300公尺結束時還領先索普2.29秒，不過索普在最後50公尺中一舉超越哈克特，贏得金牌。這次索普創下的紀錄（3分46秒29）也是歷史上第4快的紀錄，這枚金牌也讓索普成為史上最年輕單獨的世界冠軍。
因為索普在這次世錦賽中表現耀眼，所以得到媒體的關注，並得到許多商業廣告的邀請。在姊姊克麗絲汀未來的丈夫麥可·威廉斯因為罹患癌症而身體衰弱之後，索普成為兒童癌症機構一位高知名度的支持者。

## 1998年英聯邦運動會
索普隨後參加布里斯本舉辦的澳大利亞錦標賽，爭取參加馬來西亞舉辦的1998年英聯邦運動會。索普在這項賽事的100公尺自由泳中以50秒36的成績贏得銀牌，這是他首次在國家等級的比賽中進入這個項目的前3名，索普也在200公尺與400公尺自由泳分別贏得金牌，因此索普總共在英聯邦運動會將會參加3項個人項目。
索普在這屆吉隆坡舉行的表現優異。在他所參加的第一個項目－200公尺自由泳中，索普以1分46秒70的成績奪得金牌，僅僅落後義大利游泳運動員乔治·兰贝蒂於1989年所創下的世界紀錄0.01秒。索普隨後與其他隊友在4×200公尺自由泳接力奪得金牌，並打破美國隊於1992年創下的世界紀錄，將世界紀錄推進0.09秒。索普在100公尺自由泳中以50秒21創下個人最佳紀錄，不過僅奪得第4名。不過，索普幫助澳洲隊在4×100公尺自由泳接力奪得金牌，並在400公尺自由泳創下另一項個人最佳紀錄，僅比基恩·帕金斯於1994年創下的世界紀錄慢0.55秒。
索普在這年底離開學校，當時他完成10年的學校生涯。《游泳世界雜誌》並將索普選為1998年年度游泳運動員，成為有史以來最年輕的男子運動員，也顯示他對於游泳界的影響力。

## 打破世界紀錄
索普在1999年開始受到媒體大量的關注，如果他繼續進步的話，索普可能必定會打破世界紀錄。首次機會是在1999年3月下旬的澳大利亞錦標賽，然後是1999年泛太平洋錦標賽。索普在澳大利亞錦標賽中再度贏得400公尺自由泳金牌，不過仍然落後柏金斯創下的世界紀錄0.05秒。哈克特隨後在200公尺自由泳中擊敗索普奪得金牌，當時索普在最後50公尺時被他超過。雖然哈克特與索普都打破林柏迪（Lamberti）的紀錄，不過哈克特繼續在800公尺自由泳接力中打破世界紀錄。在澳大利亞錦標賽結束後，索普前往香港參加1999年的世界短道游泳錦標賽，並在200公尺自由泳中以1分43秒28打破Lamberti的紀錄。從1999年至2002年之間，索普總共單獨打破13項長水道世界紀錄。在這段時期，索普又獲選3次《游泳世界雜誌》的年度游泳男子運動員的頭銜。

## 1999年泛太平洋錦標賽
1999年泛太平洋錦標賽於1999年8月在雪梨奧林匹克公園舉行，作為2000年奧運會之前的一次預演，因為屆時將在相同的水道舉行競賽。索普在400公尺自由泳中以3分41秒83的成績獲得金牌，幾乎比之前的世界紀錄還要快2秒鐘，而且後半段的速度幾乎與前半段一樣快。因為打破世界紀錄，索普立刻在池畔捐獻25,000澳幣的破紀錄獎金作為慈善。在這晚稍後，所普幫助澳洲隊獲得4×100公尺自由泳接力的金牌，也是美國隊首次在這個項目中失利。索普在100公尺的部份創下48秒55的紀錄，既使考慮到出發時的狀況而必須加上0.6－0.7秒，這次紀錄還是比他的個人最佳紀錄49秒98還快將近1秒。這也是索普第一次幫助澳洲隊擊敗美國隊，而且分段速度比獨自參加競賽的速度還要快。在隔天200公尺自由泳的準決賽中，索普以1分46秒34的成績打破哈克特先前創下的世界紀錄，比舊記錄還要快0.33秒。在決賽中，索普再度打破世界紀錄，成績是1分46秒整。最後索普與克寧、哈克特與比爾·柯比共同奪得4×200公尺自由式接力的金牌，這次成績比他們先前保持的世界紀錄還要快超過3秒鐘，也讓索普在4天當中打破4次世界紀錄。
索普因為這一年的傑出表現而再度受表揚，他再度被《游泳世界雜誌》選為年度世界游泳運動員，也是澳洲年度游泳運動員。索普也是年度澳洲少年英雄及ABC年度體育明星，並獲得澳洲體育獎項中的年度男運動員。

## 2000年奧運前夕
索普在2000年6月於短水道中打破自己保持的200公尺自由泳世界紀錄，紀錄為1分41秒10。
索普在2000年5月前往雪梨奧林匹克公園參加雪梨奧運選拔賽，並且再度在400公尺自由泳打破世界紀錄，以3分41秒33的成績贏得參加雪梨奧運的資格。索普在隔天的200公尺自由泳準決賽中也以1分45秒69的成績打破世界紀錄，並且在決賽中再度以1分45秒51的成績打破世界紀錄。不過索普後來未能奪得第3個個人項目的參賽資格，因為他在100公尺自由泳的決賽中僅名列第4位，並且退出1500公尺自由泳的競賽行列。

## 2000年雪梨奧運
雪梨奧運開始之後，澳洲社會大眾期待索普可以贏得金牌並打破世界紀錄。索普首先在400公尺自由泳預賽中，創下一次新的奧運紀錄，因此將奪冠賠率下降到50-1。在決賽當晚，索普的壓力達到頂點，因為澳洲尚未贏得任何金牌。比賽開始後，索普一路領先，雖然義大利的馬西米利亞諾·羅索利諾在300公尺時只落後索普不到1個身長的距離，不過他最後還是以3個身長的差距奪得金牌，並創下3分40秒59的世界紀錄。
索普隨後與隊友參加4×100公尺自由泳接力，美國隊不曾在這個項目敗給其他隊伍。在第3棒結束時，澳洲隊只有領先美國隊1個手臂的距離。然後索普這一棒比小加里·霍爾游的還要快，也讓澳洲隊領先美國隊達到1個身長的距離。最後澳洲隊以3分13秒67擊敗美國隊，奪得金牌，並且打破世界紀錄。
索普緊接著在隔天早上於200公尺自由泳預賽中打破奧運紀錄，他的主要對手－荷蘭的霍亨班德承認他被擊敗了。然而霍亨班德在準決賽中以1分45秒35刷新個人最佳紀錄，同時也打破世界紀錄。索普於是在巨大的壓力下進入決賽，尋求奪得當晚的第2面金牌。比賽開始之後，霍亨班德迅速取得領先，索普只能在後面追趕。在100公尺結束時，索普僅落後0.04秒，不過因為起始時的差距，霍亨班德最後還是贏得金牌，並追平前晚自己所創下的世界紀錄。索普決賽的成績是1分45秒83，這是他首次在決賽中游得比複賽還慢。
索普在隔天再度帶領澳洲隊在4×200公尺自由泳接力中擊敗美國隊，奪得金牌，當時索普在第1棒領先美國的史考特·葛柏萊特有10公尺之遠。雖然索普無法在這個項目單獨打破世界紀錄，但是他與隊友聯手以7分7秒05的成績打破這個項目的世界紀錄，並且領先美國隊超過5秒鐘，這是奧運接力賽半世紀以來最大的差距。索普後來在4×100公尺混合泳接力與其他隊友共同奪得銀牌，僅次於美國隊。索普也成為這屆奧運中奪得最多獎牌的澳洲選手，因此澳大利亞奧運委員會也准許他在閉幕典禮中手持國旗參加。
索普在這年末再度被選為年度澳大利亞男游泳運動員，不過霍亨班德擠下索普，首度被選為年度世界男游泳運動員。

## 2001年世界錦標賽
因為2001年世錦賽新增了800公尺自由泳這個項目，所以索普在2001年澳大利亞錦標賽中參加這個項目的競賽。他首先在400公尺自由泳成功衛冕，並以0.17秒差距打破世界紀錄。隔天，索普在800公尺自由泳中擊敗哈克特奪得金牌，並打破基恩·帕金斯在1994年所創下的世界紀錄。然後在200公尺自由泳以1分44秒69的成績打破世界紀錄，同時奪得第3面金牌。緊接著在100公尺自由泳中，索普以49秒05的成績創下個人最佳紀錄，並奪得金牌。因此索普成為1959年Konrads以來首位在100公尺、200公尺、400公尺及800公尺自由泳都奪得金牌的運動員。這顯示索普可以在2001年在福岡舉辦的世錦賽中表現更加出色，在這項賽事中他將試圖擊敗霍亨班德。
在2001年世錦賽中，4×100公尺自由泳接力於400公尺自由泳結束之後開始。索普在400公尺自由泳中表現出色，在200公尺結束時，索普比自己保持的世界紀錄還要快2秒鐘，最後他以3分40秒17打破2000年由自己創下的世界紀錄，奪得首面金牌。在4×100公尺自由泳中，靠著索普創下的47秒87分段紀錄，澳洲隊以0.56秒擊敗荷蘭隊奪得金牌，並打破世錦賽紀錄。索普在800公尺決賽中，索普在前面750公尺緊跟著哈克特，保持在1個身長的距離之內，然後在最後關頭超過他奪得金牌，並將自己保持世界記錄縮短超過2秒鐘。
索普在200公尺自由泳中再度面對到霍亨班德的挑戰，也讓他有機會去修正2000年奧運中採用的策略。這次索普讓霍亨班德先領先前面100公尺，然後在150公尺時超越他的對手，最後以2個身長的距離奪冠，並以1分44秒06打破世界紀錄，也讓霍亨班德高舉索普的手臂來恭賀他。索普的連續勝利在100公尺自由泳這個項目停止了，雖然他以48秒81的成績創下個人最佳紀錄，不過最後只名列第4位。索普在4×200公尺自由泳接力中與哈克特隊友共同奪得金牌，並比原先的世界紀錄還要快超過2秒鐘，並比銀牌的義大利隊還要快6秒鐘以上。索普在4×100公尺混合接力中取代克林姆來出賽，並與隊友马特·韦尔什（Matt Welsh）、Regan Harrison與Geoff Huegill來參加這個項目。索普是澳洲隊的最後一棒，他在50公尺結束時仍然落後在100公尺自由泳冠軍美國的安東尼·艾文（Anthony Ervin）之後，不過索普在最後5公尺時依舉超越安東尼·艾文，奪得金牌這面金牌也讓索普成為世錦賽史上為一一位奪得6枚金牌的運動員，使得澳洲隊以13面金牌超過美國隊的9面金牌。這也是1956年夏季奧林匹克運動會以來，澳洲隊第1次位居獎牌榜的首位。索普的出賽表現也讓人們預測他將會追上馬克·施皮茲於1972年夏季奧林匹克運動會創下的7枚金牌的紀錄。

## 2002年大英國協運動會和泛太平洋錦標賽
索普在2002年7月參加曼徹斯特舉行的澳大利亞錦標賽，這項賽事也是2002年大英國協運動會與泛太平洋錦標賽的資格賽。索普在400公尺自由泳以歷史上次佳的紀錄奪得冠軍，他並宣稱要在100公尺與200公尺自由泳都下個人最佳紀錄，這也讓索普次從1999年以來第一次在重要賽事中未能打破世界紀錄。索普也參加100公尺背泳，並名列第2位。這也讓索普奪得7個項目的獎牌，也讓媒體預測他將追上施皮茲的紀錄。
在第一天夜晚，索普再度在400公尺自由泳中以3分40秒08的成績打破世界紀錄，比原本的紀錄還要快0.09秒。隨後他與其他隊友奪得4×100公尺自由泳接力的金牌。索普在100公尺自由泳奪得第4面金牌，並以48秒73創下個人最佳紀錄。他也在4×200公尺自由泳接力與4×100公尺混合接力中輕鬆的幫助澳洲隊奪得金牌，並在100公尺蛙泳中以個人最佳紀錄奪得銀牌，這是索普首次在國際比賽中參加這個項目，他被迫拒絕媒體將他與施皮茲來做比較。索普強調他個人的表現，並評論：「我認為當你挑戰自己時，與其他人來競爭是一種限制」。儘管索普宣稱他無法追上施皮茲，但是佛斯特預測他將在一屆奧運中奪得8枚金牌。雖然媒體感到失望，索普奪得6枚金牌仍然追平苏茜·奥尼尔所創下的紀錄－參加的所有項目的成績都打破賽會或世界記錄。
在2002年泛太平洋錦標賽結束後，索普宣布他與佛斯特結束合作關係的消息，並與一位佛斯特的助手崔西·孟西士合作，雖然他沒有任何國際比賽的經驗。即使經歷動盪的一年，索普仍然再度被《游泳世界雜誌》選為年度男游泳運動員。
雖然更換了教練，索普指出他將更專注在增強精神力上。因此索普不再參加800公尺自由泳，雖然他是世界冠軍與世界紀錄的保持人。在這段時期，索普在200公尺與400公尺自由泳的成績退步，他與孟西士都受到批評。這些批評在他與孟西士合作的時期中越演越烈，特別在2004年雅典奧運前。隨著索普在2004年雅典奧運中奪得200公尺與400公尺自由泳的金牌，索普說他的成績證明了他的決定，即使過去與佛斯特合作時的成績確實是更好。
泛太平洋錦標賽隨後在不到一個月之後於橫濱舉行。索普首先在400公尺自由泳中打敗哈克特奪得金牌，不過足足比自己保持的世界紀錄還要慢5秒鐘。然後他繼續參加這晚稍後的4×100公尺自由泳接力，並在最後50公尺超過美國的傑森·雷薩克，奪得金牌。索普也分別在200公尺自由泳與4×200公尺自由泳接力奪得金牌。在100公尺自由泳中，索普扭轉在50公尺結束時名列第4位的劣勢，最後以48秒84奪得第5面金牌。不過索普在4×100公尺混合接力中位能幫助澳洲隊奪得銀牌，雖然他以47秒20的成績創下分段的第二快紀錄。

## 2003年世界錦標賽
索普與孟西士合作後首次重大賽事是2003年3月於雪梨舉行的澳大利亞錦標賽。在這次比賽中索普沒有逼近任何世界紀錄，在400公尺與200公尺自由泳中分別比個人最佳紀錄還要慢超過2秒鐘及1秒鐘。即使在這兩個項目都擊敗哈克特，順利衛冕，索普仍說他對於他的表現感到「非常失望」。當索普與阿什利·卡卢斯在100公尺自由泳中以49秒05並列冠軍時，他受到《雪梨晨鋒報》的批評：「索普精神力讓他只能夠與感染病毒的卡魯斯來競爭」。不過索普在首次在長水道參加200公尺混合泳中就以2分0秒11的成績打破大英聯邦的紀錄，也是歷史上的第5快紀錄。
在澳大利亞錦標賽結束後，索普來到巴塞隆納參加2003年世錦賽，這是他與孟西士合作後的首次重要國際賽事，並且受到媒體密切的關注。在第一天夜晚，索普在400公尺自由泳擊敗哈克特，衛冕金牌，也是世錦賽史上首次再同一個項目連續奪得3次冠軍，不過成績比自己保持的世界紀錄還要慢2.5秒鐘。因為索普在400公尺自由泳表現不佳，所以在200公尺自由泳感受到壓力。在前面100公尺時，霍亨班德領先索普，不過索普後來反擊成功，奪得金牌。索普隨後再100公尺自由泳中以48秒77的成績奪下銅牌，這也是他首次在國際賽事中奪得獎牌，讓他得到一些信心。然而在所有的自由泳項目，索普的成績並不如與佛斯特合作時的成績。索普在200公尺混合泳中奪得銀牌，並以1分59秒66創下個人最佳紀錄。他在4×200公尺自由泳接力中與隊友一起奪得金牌，以不到2秒鐘的差距擊敗美國隊。不過迈克尔·克利姆的受傷讓澳洲隊上失優勢，導致澳洲隊只在4×100公尺自由泳接力名列第4位。雖然在掙扎的一年結束後，索普並被《游泳世界雜誌》選為年度男游泳運動員，不過他再度與哈克特被選為年度澳大利亞少年英雄。

## 2004年雅典奧運
在2003年世錦賽結束後，Speedo公開宣布如果索普能在2004年夏季奧運會中追平施皮茲奪得7面金牌的紀錄，將會獲得美金$100萬圓的獎金。索普堅持這是不可能達成的，因為他將只參加7個項目，包括200公尺混合泳。在2004年3月澳大利亞錦標賽中，索普在預賽中於台上失去平衡，跌入水中，造成他失去參加奧運400公尺自由泳這個項目的資格，也因此失去衛冕金牌的機會。這個結果也導致游泳界與社會大眾之間產生廣泛的爭論－索普是否應該得到參賽資格，澳大利亞總理約翰·霍華德則稱這個情況是一個「悲劇」。即使在這種情況下，索普也奪得100公尺與200公尺自由泳的冠軍，確保可以參加雅典奧運。在400公尺自由泳奪得第2名的Craig Stevens則受到社會大眾想要他將奧運參賽資格讓給索普的壓力，他後來則在電視上宣布他決定將參加雅典奧運的資格讓給索普。史弟芬斯的決定也引起道德上的爭議，並讓索普遭受到批評。
這次事件也進一步增加媒體對於索普的關注，後來索普也決定參加200公尺自由泳這個項目，使得他將在奧運中參加8個項目。在雅典奧運的400公尺自由泳中，索普開頭的速度並不快，並在100公尺結束時，落後自己保持的世界紀錄1秒鐘。不過索普在350公尺已經取得1個身長的領先，雖然哈克特緊跟在後，不過索普還是順利奪得金牌，雖然只以0.26秒的差距獲勝，並落後自己保持的世界紀錄3秒之多。索普在奪冠之後流下淚來，後來他承認先前的爭論對他是一個關卡，但是不承認他曾經留下眼淚。
因為克寧剛從2年的受傷中復原，克魯斯身體狀況也不佳，所以索普與澳洲隊只在4×100公尺自由泳接力中得到第6名的成績。索普在200公尺自由泳的世紀對決(Race of the Century) 中面對霍亨班德和菲尔普斯的挑戰，在100公尺結束時索普落後在霍亨班德後面，當時霍亨班德的成績超過世界紀錄1秒鐘的時間。不過索普在最後50公尺處超越霍亨班德，以半個身長的差距再度奪得金牌，贏得這次「世紀對決」的勝利，並創下新的奧運紀錄－1分44秒71。在擊敗4年前勝過他的霍亨班德後，索普展現情緒性的動作，立刻扯下他的泳帽，振臂揮拳並大叫。
隔天，澳洲隊在4×200公尺自由泳結束了6年來未嘗敗績的紀錄，當時索普在最後一棒未能超越凱勒（Klete Keller），雖然比他還要快1.48秒，不過最終以0.13秒的差距輸給美國隊。索普在100公尺複賽中以0.01秒的差距進入決賽。在決賽中，索普雖然在50公尺結束時僅名列第6位，不過他在最後以個人最佳紀錄48秒56的成績奪得銅牌，也讓索普成為奧運史上唯一一位在一屆奧運中的100公尺、200公尺與400公尺自由泳皆奪得獎牌的運動員。在雅典奧運結束後，索普決定休息一陣子，並缺席2005年世錦賽。

## 後期生涯

### 2006年：試圖重返泳壇與退休
索普在2005年12月參加州際標賽，並企圖在2008年北京奧運結束後退休。他也宣佈將專注在100公尺自由泳這個項目上，並退出400公尺自由泳的競賽行列，即使國家隊的教練艾倫·湯瑪斯極力勸告他去參加這個項目。索普在100公尺即200公尺自由泳分別以49秒24與1分46秒42的成績取得2006年英聯邦運動會的參賽資格。索普對於他的表現感到失望，並推斷他可能對於新的訓練時間表判斷錯誤，將會更進一步的改進。不過後來索普因為支氣管炎而宣布退出2006年英聯邦運動會，並將停止訓練。索普後來被診斷出罹患感染性單核血球病，並且又因為頭部受傷而延遲練習，最後他在7月前往美國接受治療。由於媒體的關注，索普被迫去更換教練，對他造成進一步的衝擊。並有傳言指出因為不適當的練習導致索普在國際比賽的成績不斷下滑。
在索普返回澳洲時，他選擇退出2007年世錦賽的資格賽。索普於11月21日宣佈退休的消息，並考慮到未來的計畫。他也提到他已經考慮過在某一時刻退休，但是也害怕沒有游泳的未來。索普聲明即使他是更加的健康，也將退休，並說「當我身體恢復健康，心理狀態也更加健康了。」，並認為這讓他可以下這樣的決定。索普在感謝澳洲社會大眾時幾乎要流下眼淚來，不過他說他的退休是一個「愉悅」的慶祝時刻。

### 復出
在退休四年之後，索普在2011年2月2日於記者會上宣佈重返泳壇，準備參加2012年倫敦奧運。他將目標放在100公尺及200公尺自由泳，試圖通過2012年舉行的澳洲奧林匹克運動會選拔，並相信他對澳洲奧林匹克運動會代表隊將有巨大的貢獻。索普宣稱他沒有足夠的耐力去參加400公尺自由泳，所以他不會參加這個項目。
索普也參加2011年世界游泳錦標賽，包括100公尺蝶泳、100公尺混合泳及100公尺自由泳。
索普在2012年3月16日參加澳洲奧林匹克運動會200公尺自由泳資格賽，但是他在準決賽的成績只有1分49秒91，僅名列第12位。在接受媒體訪問時，他說「我在最後100公尺游得掙扎，我不確定為什麼。我游得比上午還慢，很可能是我在過去18個月沒有參加比賽導致的，童話故事成為一場噩夢。」索普在3月17日100公尺自由泳資格賽中表現不佳，未能進入準決賽，所以他確定無法參加2012年倫敦奧運。

## 私生活
索普在澳洲是一位知名且受歡迎的運動員。即使在體育界，也有許多運動員生活在貧窮線之下，市場調查顯示索普因為響應贊助計畫的澳洲運動員中，最受歡迎一位，勝過在許多地方参加比賽的橄榄球运动員。除了他的泳衣賛助商adidas之外，Qantas、Telstra與Seven Network等企業也贊助索普的計畫。因為索普在時尚方面相當的感興趣，所以成為Giorgio Armani的代表，並且擁有自己的珠寶與內衣設計師。這種興趣也促使索普可能是同性戀的傳言產生，他的照片也是同性戀網站的特色。在2002年時，索普在廣播訪問中否認這項傳聞，堅稱他是位異性戀者。索普並補充說他對於這種傳言感到高興，並說成為少數團體的一部份顯示「自己特質的力量」。
澳洲《每日電訊報》報道，索普在訪談中首度提及近年來的低潮，並且談到抗拒多年的性向議題。外號“魚雷”的澳洲奧運金牌泳將伊恩·索普，接受英國知名主持人帕金森的獨家專訪，首度坦言自己是同性戀。因為索普對於時尚與文化感到興趣，所以他經常前往紐約市（他將這裡形容成第2個家），通常是為了Armani的合約。索普在2001年9月11日早上曾經前往世貿中心，不過在半路折回飯店後得知世貿中心遭受恐怖攻擊的新聞。在這次9月的旅程中，索普也受邀參加《The Tonight Show with Jay Leno》，這個節目因為對於美國游泳運動員比較不感興趣而知名。索普也曾經在真人真事秀《Undercover Angels》中出現，雖然這個節目吸引上百萬位觀眾收看，不過也遭受到許多批評。他也在美國電視劇六人行中擔任臨時演員。
索普在亞洲與日本都相當受到歡迎，他在2000年時被朝日電視台認為是最有可能在2001年世錦賽中成為最大贏家。索普在這次世錦賽前前往日本，並在一系列電視節目中宣傳朝日電視台。他在參加世錦賽之前於機場受到許多年輕的索普迷的包圍，並有許多數百人在澳洲隊下榻的飯店外面搭帳棚露宿。索普也被日本社會當成年輕人的標竿，這是因為他的謙遜與工作倫理。索普在2002答應成為澳洲觀光委員會在日本的觀光大使，當時因為2001年911恐怖攻擊造成觀光人數下降許多。這一個職務包括與日本內閣總理大臣小泉純一郎舉行會議，也促使日本前往澳洲的觀光人數上升。日本的養樂多（益力多）公司在2005年發售一種名為「索普能量飲料」的產品，瓶身並印有索普的照片。他也曾客串日劇皇家雙妹嘜第一集，飾演自己。
索普在近年來也致力於慈善事業，他並且在2000年設立伊恩·索普基金會。這個組織提供租金來贊助兒童疾病的研究，也是北京一間孤兒學校的贊助者。除此之外，它也與福瑞德·哈洛斯基金會共同合作來改善澳洲原住民社會的健康狀況與生活環境。
索普也在2007年7月7日代表澳洲參加Live Earth氣候危機演唱會。
2014年7月份，索普在接受澳洲電視台採訪的時候，坦誠自己是一個同性戀者。在該訪談中，索普情緒激動地稱，只有在過去兩個星期，他才能「坦然地」和親密朋友公開談論他的性取向。他說，「我早就想出櫃、但卻做不到......我感到謊越說越大，我不希望看到人們質疑我的尊嚴。」

## 個人最佳成績
| 賽事                     | 地點     | 項目          | 名次 | 成績      |
| ------------------------ | -------- | ------------- | ---- | --------- |
| 2004年夏季奧林匹克運動會 | 雅典     | 100公尺自由泳 | 金牌 | 48秒56    |
| 2001年世界游泳錦標賽     | 福岡     | 200公尺自由泳 | 金牌 | 1分44秒06 |
| 2002年大英國協運動會     | 曼徹斯特 | 400米自由泳   | 金牌 | 3分40秒08 |
| 2001年世界游泳錦標賽     | 福岡     | 800公尺自由泳 | 金牌 | 7分39秒16 |

## 争议
在2000年悉尼奥运会前，德国游泳队队长卡罗尔曾经发表惊人言论：索普的手和脚都是非同寻常的大，是因为服用生长素的原因。2006年5月他的一份药检报告显示体内的睾丸激素和荷尔蒙激素超标。而澳大利亚相关组织的进一步调查也不了了之。2006年11月，在24岁的盛年，索普在没有伤病的情况下突然选择退役。

### 出处
1. ↑  Hunter (2004), pp. 274–275.
2. 1 2  Hunter (2004), p viii
3. ↑  . Swimming World Magazine. 2005年  [2006-11-14]. （原始内容存档于2006-11-18）.
4. 1 2 3 4 5 6 7
5. ↑  Hunter (2004), p. 75.
6. 1 2 3 4 5 6 7 8 9 10 11  Andrews, Malcolm. . 雪梨: 澳大利亞廣播公司. 2000: 487. ISBN 0-7333-0884-8. pp. 434–436.
7. 1 2 3 4 5 6 7 8 9 10 11 12 13 14 15 16 17 18 19 20 21 22 23 24 25  . 澳大利亞廣播公司. 2006年11月21日  [2006-11-22]. （原始内容存档于2008年9月20日）.
8. 1 2 3 4  . The Sydney Morning Herald. 2006年11月22日  [2006-11-22]. （原始内容存档于2007-10-25）.
9. 1 2 3  Cowley, Michael. . The Sydney Morning Herald. 2006年11月22日  [2006-11-22]. （原始内容存档于2007-10-25）.
10. ↑  Hunter (2004), pp. 1–6.
11. ↑  Hunter (2004), p. 102.
12. ↑  Talbot, Don; Kevin Berry and Ian Heads. . 布里斯班: Lothian. 2003: 302. ISBN 0-7344-0512-X.  pp. 224–225.
13. ↑  Hunter (2004), pp. 46–49.
14. ↑  Hunter (2004), pp. 65–70.
15. ↑  Hunter (2004), pp. 72–73.
16. 1 2 3 4  . 澳大利亞廣播公司. 2004年  [2006-11-14]. （原始内容存档于2011-06-04）.
17. ↑  Hunter (2004), pp. 73–76.
18. 1 2 3 4  Malcolm (2000), pp. 191–192.
19. ↑  Hunter (2004), pp. 91–92.
20. ↑  Hunter (2004), pp. 96–102.
21. ↑  Hunter (2004), pp.
22. ↑  Hunter (2004), pp. 110–113.
23. ↑  . Swimming World Magazine. 1998-09-25  [2006-11-21]. （原始内容存档于2007-09-30）.
24. ↑  . Swimming World Magazine. 1998年9月26日  [2006年11月21日]. （原始内容存档于2007年9月30日）.
25. ↑  Hunter (2004), pp. 121–123.
26. ↑  Hunter (2004), pp. 130–133.
27. ↑  . Swimming World Magazine. 1999年3月24日  [2006-11-21]. （原始内容存档于2007年9月27日）.
28. ↑  Hunter (2004), pp. 137–139.
29. 1 2  Thomas, Stephen J. . Swimming World Magazine. 1999年8月22日  [2006-11-21]. （原始内容存档于2007年9月27日）.
30. ↑  Thomas, Stephen J. . Swimming World Magazine. 1999年8月23日  [2006-11-21]. （原始内容存档于2007年9月27日）.
31. ↑  Thomas, Stephen J. . Swimming World Magazine. 1999-08-24  [2006-11-21]. （原始内容存档于2007-09-30）.
32. ↑  Thomas, Stephen J. . Swimming World Magazine. 1999年8月23日  [2006-11-21]. （原始内容存档于2007年9月27日）.
33. ↑  Hunter (2004), pp. 147–157.
34. ↑  Hunter (2004), pp. 170–173.
35. ↑  . Swimming World Magazine. 1999年12月7日  [2006-11-21]. （原始内容存档于2007年9月27日）.
36. ↑  . Swimming World Magazine. 2000年3月1日  [2006-11-21]. （原始内容存档于2007年9月27日）.
37. ↑  Thomas, Stephen J. . Swimming World Magazine. 2000年5月13日  [2006-11-21]. （原始内容存档于2007年9月27日）.
38. ↑  Thomas, Stephen J. . Swimming World Magazine. 2000年5月14日  [2006-11-21]. （原始内容存档于2007年9月27日）.
39. ↑  Thomas, Stephen J. . Swimming World Magazine. 2000-05-15  [2006-11-21]. （原始内容存档于2007-09-27）.
40. ↑  Thomas, Stephen J. . Swimming World Magazine. 2000年5月15日  [2006-11-21]. （原始内容存档于2007年9月27日）.
41. ↑  Hunter (2004), pp. 192–195.
42. ↑  Whitten, Phillip. . Swimming World Magazine. 2000年9月16日  [2006-11-21]. （原始内容存档于2007年9月30日）.
43. 1 2  Whitten, Phillip. . Swimming World Magazine. 2000-09-16  [2006-11-21]. （原始内容存档于2007-09-27）.
44. ↑  Whitten, Phillip. . Swimming World Magazine. 2000年9月17日  [2006-11-21]. （原始内容存档于2007年9月27日）.
45. ↑  Whitten, Phillip. . Swimming World Magazine. 2000年9月17日  [2006-11-21]. （原始内容存档于2007年9月27日）.
46. ↑  Whitten, Phillip. . Swimming World Magazine. 2000年9月18日  [2006-11-21]. （原始内容存档于2007年9月30日）.
47. ↑  Whitten, Phillip. . Swimming World Magazine. 2000年9月19日  [2006-11-21]. （原始内容存档于2007年9月30日）.
48. ↑  Talbot (2003), p. 196.
49. ↑  . Australian Olympic Committee.   [2006-11-20]. （原始内容存档于2006-10-14）.
50. ↑  Hunter (2004), pp. 226–234.
51. ↑  . Swimming World Magazine. 2001年3月26日  [2006-11-22]. （原始内容存档于2007年9月27日）.
52. ↑  Hanson, Ian. . Swimming World Magazine. 2001-03-26  [2006-11-22]. （原始内容存档于2007-09-27）.
53. ↑  Dennett, Belinda. . Swimming World Magazine. 2001年3月27日  [2006-11-22]. （原始内容存档于2007年9月27日）.
54. ↑  Hunter (2004), pp. 253–257.
55. ↑  Dennett, Belinda. . Swimming World Magazine. 2001年3月29日  [2006-11-22]. （原始内容存档于2007年9月30日）.
56. ↑  Lord, Craig. . Swimming World Magazine. 2001-07-22  [2006-11-22]. （原始内容存档于2007-09-27）.
57. ↑  Lord, Craig. . Swimming World Magazine. 2001年7月24日  [2006-11-22]. （原始内容存档于2007年9月27日）.
58. ↑  Lord, Craig. . Swimming World Magazine. 2001年7月25日  [2006-11-22]. （原始内容存档于2007年9月30日）.
59. ↑  Lord, Craig. . Swimming World Magazine. 2001年7月27日  [2006-11-22]. （原始内容存档于2007年9月30日）.
60. ↑  . Swimming World Magazine. 2001年7月28日  [2006-11-22]. （原始内容存档于2007年9月30日）.
61. ↑  Hunter (2004), pp. 264–275.
62. ↑  . British Broadcasting Corporation. 2006年4月12日  [2006-11-22]. （原始内容存档于2009-01-16）.
63. 1 2 3 4 5  Whitten, Phillip. . Swimming World Magazine. 2006-12-30  [2006-11-21]. （原始内容存档于2007-09-30）.
64. ↑  Hunter (2004), pp. 289–292.
65. 1 2 3  . BBC. 2006-08-02  [2006-11-21]. （原始内容存档于2006-03-24）.
66. ↑  Hunter (2004), pp. 297–303.
67. ↑  . Swimming World Magazine. 2006-03-08  [2006-11-21]. （原始内容存档于2007-09-30）.
68. 1 2  Hunter (2004), pp. 389–398.
69. ↑  . British Broadcasting Corporation. 2006-08-24  [2006-11-21]. （原始内容存档于2009-01-16）.
70. ↑  . British Broadcasting Corporation. 2006-08-26  [2006-11-21]. （原始内容存档于2009-01-16）.
71. ↑  . British Broadcasting Corporation. 2006-08-26  [2006-11-21]. （原始内容存档于2009-01-16）.
72. ↑  . British Broadcasting Corporation. 2006-08-29  [2006-11-21]. （原始内容存档于2009-01-16）.
73. ↑  Hunter (2004), pp. 307–309.
74. ↑  Thomas, Stephen J. . Swimming World Magazine. 2003-03-24  [2006-11-20]. （原始内容存档于2007-09-27）.
75. ↑  Thomas, Stephen J. . Swimming World Magazine. 2003-03-25  [2006-11-20]. （原始内容存档于2007-09-27）.
76. ↑  Thomas, Stephen J. . Swimming World Magazine. 2003-03-27  [2006-11-20]. （原始内容存档于2007-09-27）.
77. 1 2  Thomas, Stephen J. . Swimming World Magazine. 2003-07-20  [2006-11-20]. （原始内容存档于2007-09-30）.
78. ↑  Thomas, Stephen J. . Swimming World Magazine. 2003-07-24  [2006-11-20]. （原始内容存档于2007-09-30）.
79. ↑  Thomas, Stephen J. . Swimming World Magazine. 2003-07-24  [2006-11-20]. （原始内容存档于2007-09-27）.
80. ↑  Thomas, Stephen J. . Swimming World Magazine. 2003-07-24  [2006-11-20]. （原始内容存档于2007-09-30）.
81. ↑  Hunter (2004), pp. 337–342.
82. ↑  Hunter (2004), pp. 346–347.
83. ↑  Hunter (2004), pp. 349–350.
84. ↑  Bannerman, Mark. . Australian Broadcasting Corporation. 2004-03-29  [2006-11-14]. （原始内容存档于2012-11-04）.
85. ↑  Bannerman, Mark. . Australian Broadcasting Corporation. 2004-04-29  [2006-11-14]. （原始内容 (The 7.30 report, transcript)存档于2011-10-23）.
86. ↑  Hunter (2004), pp. 354–359.
87. ↑  . Australian Broadcasting Corporation. 2004-08-15  [2006-11-16]. （原始内容存档于2007-11-12）.
88. ↑  Hunter (2004), pp. 384–388.
89. ↑  Thomas, Stephen J. . Swimming World Magazine. 2004-08-15  [2006-11-16]. （原始内容存档于2007-09-27）.
90. ↑  .   [2019-05-02]. （原始内容存档于2022-05-28）.
91. ↑  Thomas, Stephen J. . Swimming World Magazine. 2004-08-16  [2006-11-16]. （原始内容存档于2007-09-27）.
92. ↑  . Australian Broadcasting Corporation. 2004-08-17  [2006-11-16]. （原始内容存档于2007-11-12）.
93. ↑  Thomas, Stephen J. . Swimming World Magazine. 2004-08-17  [2006-11-16]. （原始内容存档于2007-09-30）.
94. ↑  . Australian Broadcasting Corporation. 2004-08-18  [2006-11-16]. （原始内容存档于2007-11-12）.
95. ↑  . BBC. 2004-08-18  [2006-11-16]. （原始内容存档于2008-05-15）.
96. ↑  . Swimming World Magazine. 2006-01-27  [2006-11-14]. （原始内容存档于2007-09-27）.
97. ↑  . Swimming World Magazine. 2006-01-02  [2006-11-14]. （原始内容存档于2006-12-30）.
98. ↑  Thomas, Stephen J. . Swimming World Magazine. 2006-01-31  [2006-11-14]. （原始内容存档于2007-01-25）.
99. ↑  Thomas, Stephen J. . Swimming World Magazine. 2006-02-02  [2006-11-14]. （原始内容存档于2007-09-27）.
100. ↑  . Swimming World Magazine. 2006-03-07  [2006-11-14]. （原始内容存档于2006-12-30）.
101. ↑  . News Limited.   [2006-03-07]. （原始内容存档于2006-05-11）.
102. ↑  Wilson, Jim. . Herald Sun. 2006-10-06  [2006-11-14]. （原始内容存档于2008-04-11）.
103. ↑  Jeffery, Nicole. . The Australian. 2006-10-05  [2006-11-10]. （原始内容存档于2008-09-19）.
104. ↑  Wilson, Rebecca. . Herald Sun. 2006-08-20  [2006-11-24]. （原始内容存档于2008-01-30）.
105. ↑  . Reuters. 2006-08-04  [2006-11-10]. （原始内容存档于2019-05-15）.
106. ↑  . news.com.au（英语：News Limited）. 2006-11-21  [2006-11-21]. （原始内容存档于2008-09-17）.
107. ↑  Jeffery, Nicole. . The Australian. 2006-11-22  [2006-11-22]. （原始内容存档于2008-09-18）.
108. ↑  Cowley, Michael. . The Sydney Morning Herald. 2 February 2011  [2012-05-24]. （原始内容存档于2019-05-15）.
109. ↑  . 2 February 2011  [28 July 2011]. （原始内容存档于2011-06-29）.
110. ↑  . 19 October 2011  [19 October 2011]. （原始内容存档于2011-10-20）.
111. ↑  . Herald Sun. March 16, 2012  [March 17, 2012]. （原始内容存档于2012-04-04）.
112. ↑  Hunter (2004), pp. vii-viii.
113. 1 2 3 4  Saltau, Chloe. . The Age. 2003-07-28  [2006-11-16]. （原始内容存档于2007-10-12）.
114. ↑  Hunter (2004), pp. 90, 140, 168.
115. ↑  Magnay, Jacquelin. . The Sydney Morning Herald. 2002-11-18  [2006-11-10]. （原始内容存档于2007-10-25）.
116. ↑  Hunter (2004), pp. 318–320.
117. ↑  . 星洲網. 2014-07-13  [2014-07-15]. （原始内容存档于2014-07-15） （中文）.
118. ↑  Hunter (2004), pp. 280–281.
119. ↑  Hunter (2004), p. 294–295.
120. ↑  Hunter (2004), p. 244.
121. ↑  Hunter (2004), pp. 236, 249, 257–260.
122. ↑  Hunter (2004), pp. 264–265, 275–276.
123. ↑  Hunter (2004), pp. 292–293.
124. ↑  McIntyre, Paul. . The Sydney Morning Herald. 2004-07-08  [2006-11-16]. （原始内容存档于2006-08-28）.
125. ↑  Hockey, Joe. . Government of Australia. 2002-02-25  [2006-11-22]. （原始内容存档于2007-09-14）.
126. ↑  . Japan Today. 2005  [2006-03-22]. （原始内容存档于2007-10-23）.
127. ↑  Hunter (2004), p. 248.
128. ↑  . The Fred Hollows Foundation.   [2006-11-16]. （原始内容存档于2006-08-20）.
129. ↑  Hunter (2004), pp. 331–333.
130. ↑  . Heraldsun. 2014  [2014-07-13].
131. ↑  . BBC. 2014-07-13  [2014-07-13]. （原始内容存档于2014-07-15）.

### 书目
- Hunter, Greg. . 雪梨: Macmillan Publishers. 2004: 404. ISBN 1-4050-3632-X.
- Andrews, Malcolm. . ABC Books. June 2000. ISBN 0-7333-0884-8.
- Talbot, Don; Ian Heads, Kevin Berry. . Lothian. 2003. ISBN 0-7344-0512-X.